# Werner Zager
Werner Kurt Zager (* 30. Juni 1959 in Worms) ist ein deutscher Theologe und Autor.

## Leben
Werner Zager wurde als Sohn des Realschullehrers und Rektors Kurt Zager und dessen Ehefrau, Marianne Zager (geb. Krebs), einer Buchhalterin, in Worms geboren. Nach dem Abitur 1977 am dortigen Gauß-Gymnasium studierte er Evangelische Theologie an der Johann Wolfgang Goethe-Universität Frankfurt am Main, der Johannes Gutenberg-Universität Mainz und der Eberhard Karls Universität Tübingen.
Zager wurde 1987 mit seiner Dissertation „Begriff und Wertung der Apokalyptik in der neutestamentlichen Forschung“ an der Universität Mainz zum Dr. theol. promoviert. Seit 1993 ist er Pfarrer in der Evangelischen Kirche in Hessen und Nassau. 1996 habilitierte er sich als wissenschaftlicher Assistent mit der Arbeit „Gottesherrschaft und Endgericht in der Verkündigung Jesu“ im Fach Neues Testament an der Ruhr-Universität Bochum. Von 1997 bis 2003 war er als Hochschuldozent an der Evangelisch-Theologischen Fakultät der Universität Bochum tätig, seit 2002 zugleich als außerplanmäßiger Professor. Seit 2003 ist er Leiter der Evangelischen Erwachsenenbildung im Dekanat Worms-Wonnegau und wirkt als außerplanmäßiger Professor und Lehrbeauftragter am Fachbereich Evangelische Theologie der Universität Frankfurt.
Zu Zagers Forschungsgebieten zählen: Apokalyptik und Eschatologie im frühen Judentum und Christentum, die historische Jesusforschung, liberale Theologie und Exegese, David Friedrich Strauß, William Wrede, Albert Schweitzer und Rudolf Bultmann.
Zagers literarische Werke sind (in Teilen) in Kürschners Deutschem Gelehrten-Kalender des Wissenschaftsverlags De Gruyter geführt.
Werner Zager ist seit 1988 mit der Pfarrerin Dorothea Zager (geb. Proescholdt) verheiratet. Das Paar hat drei Kinder.

## Engagement und Mitgliedschaften
Seit 2002 ist Werner Zager Präsident des Bundes für Freies Christentum, der die Richtung der liberalen Theologie vertritt. Zager engagiert sich nebenamtlich als Organist in der evangelischen Kirchengemeinde in Worms-Horchheim.
Zager ist seit 2014 Vorsitzender der Evangelischen Erwachsenenbildung Rheinhessen. Er ist Mitglied in der Rudolf-Bultmann-Gesellschaft für Hermeneutische Theologie. Von 2005 bis 2014 war er Vorstandsmitglied des Deutschen Hilfsvereins für das Albert Schweitzer-Spital in Lambaréné, Gabun; seit 2022 gehört er erneut dem Vorstand an.

## Literarische Werke (Auswahl)
- 2024: Entwicklungslinien im liberalen Protestantismus, Bd. 2: Von Wilhelm Bousset über Albert Schweitzer, Rudolf Bultmann, Karl Jaspers und Ulrich Neuenschwander bis zu Richard von Weizsäcker und Helmut Schmidt (Evangelische Verlagsanstalt) (ISBN 978-3-374-07630-7)
- 2017: Entwicklungslinien im liberalen Protestantismus: Von Kant über Strauß, Schweitzer und Bultmann bis zur Gegenwart (Evangelische Verlagsanstalt) (ISBN 978-3-374-04989-9)
- 2009: Albert Schweitzer als liberaler Theologe (Lit) (ISBN 978-3-643-10284-3)
- 2007: Jesus aus Nazareth – Lehrer und Prophet (Neukirchener) (ISBN 978-3-7887-2209-8)
- 2004: Liberale Exegese des Neuen Testaments (Neukirchener) (ISBN 978-3-7887-2040-7)
- 2002: Bergpredigt und Reich Gottes (Neukirchener) (ISBN 978-3-7887-1896-1)
- 2001: Gott denken angesichts des Atheismus (mit Ulrich Neuenschwander) Vandenhoeck & Ruprecht, 2001 (ISBN 3-7887-1845-5)
- 1999: Jesus und die frühchristliche Verkündigung (Neukirchener) (ISBN 978-3-7887-1738-4)
- 1997: Albert Schweitzer: Impulse für ein wahrhaftiges Christentum (gemeinsam mit Dorothea Zager) (Neukirchner) (ISBN 978-3-7887-1658-5)
- 1996: Gottesherrschaft und Endgericht in der Verkündigung Jesu (De Gruyter) (ISBN 978-3-11-015263-0)
- 1989: Begriff und Wertung der Apokalyptik in der neutestamentlichen Forschung (Lang) (ISBN 978-3-631-40885-8)